# Ludvík Němec (volejbalista)
Ludvík Němec (* 29. dubna 1948, Praha) je bývalý český volejbalista, který reprezentoval Československo. S jeho reprezentací získal stříbrnou medaili na mistrovství Evropy v roce 1971. Zúčastnil se též mistrovství světa v roce 1970 (4. místo). Roku 1972 absolvoval přípravu na olympijské hry v Mnichově, ale do konečné nominace se nevešel. Za národní tým nastupoval v letech 1968–1972. Hrál za kluby Slavia VŠ Praha, Dukla Jihlava, RH Praha, Tatra Smíchov. S Rudou hvězdou se stal mistrem Československa v roce 1972. Dosáhl s ní rovněž na 3. místo v Poháru mistrů evropských zemí roku 1973. Od roku 1978 až do důchodu pracoval na metru v Dopravním podniku hl. m. Prahy. Měl přezdívky Lulu a Surovec.